# Michel, Jalisco
Michel är en ort i Mexiko.   Den ligger i kommunen Hostotipaquillo och delstaten Jalisco, i den centrala delen av landet, 600 km väster om huvudstaden Mexico City. Michel ligger 1 129 meter över havet och antalet invånare är 236.
Terrängen runt Michel är kuperad åt sydost, men åt nordväst är den bergig. Runt Michel är det glesbefolkat, med 10 invånare per kvadratkilometer. Närmaste större samhälle är Hostotipaquillo, 12,9 km sydost om Michel. I omgivningarna runt Michel växer huvudsakligen savannskog.